# 叉尾鸥
叉尾鸥（学名：Xema sabini），是鸻形目鸥科的一种鸟类。

## 特征
叉尾鸥体重约198克，翼长约265毫米，嘴峰长约32.1毫米，喙宽度约4.4毫米，喙厚度约7.7毫米，跗蹠长约33.3毫米，尾长约114.4毫米。叉尾鸥是部分迁徙的鸟类，其栖息在开放的海洋及海岛环境中，食性为肉食性，主要食物来源是水生动物。

## 亚种
- ：分布于斯匹次卑尔根岛向东至泰梅尔半岛和勒拿河三角洲。
- ：分布于楚科奇半岛（俄罗斯）。
- ：分布于西伯利亚东北部至阿拉斯加。
- ：分布于加拿大北部至格陵兰岛；越冬于非洲西南部和南美洲西北部。[4]